# Bulbinella rossii
Bulbinella rossii är en grästrädsväxtart som först beskrevs av Joseph Dalton Hooker, och fick sitt nu gällande namn av Thomas Frederic Cheeseman. Bulbinella rossii ingår i släktet Bulbinella och familjen grästrädsväxter. Inga underarter finns listade i Catalogue of Life.

## Bildgalleri

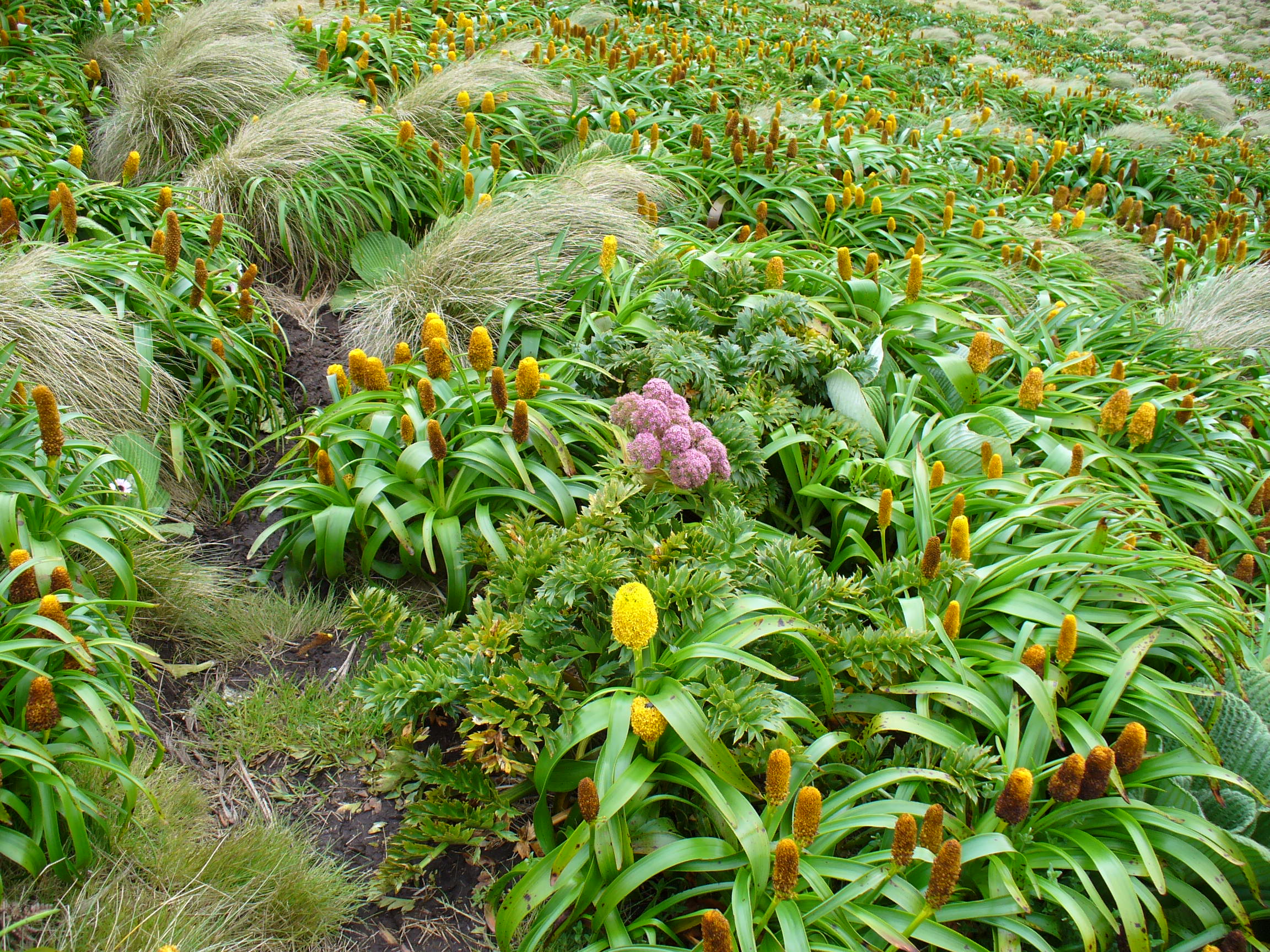
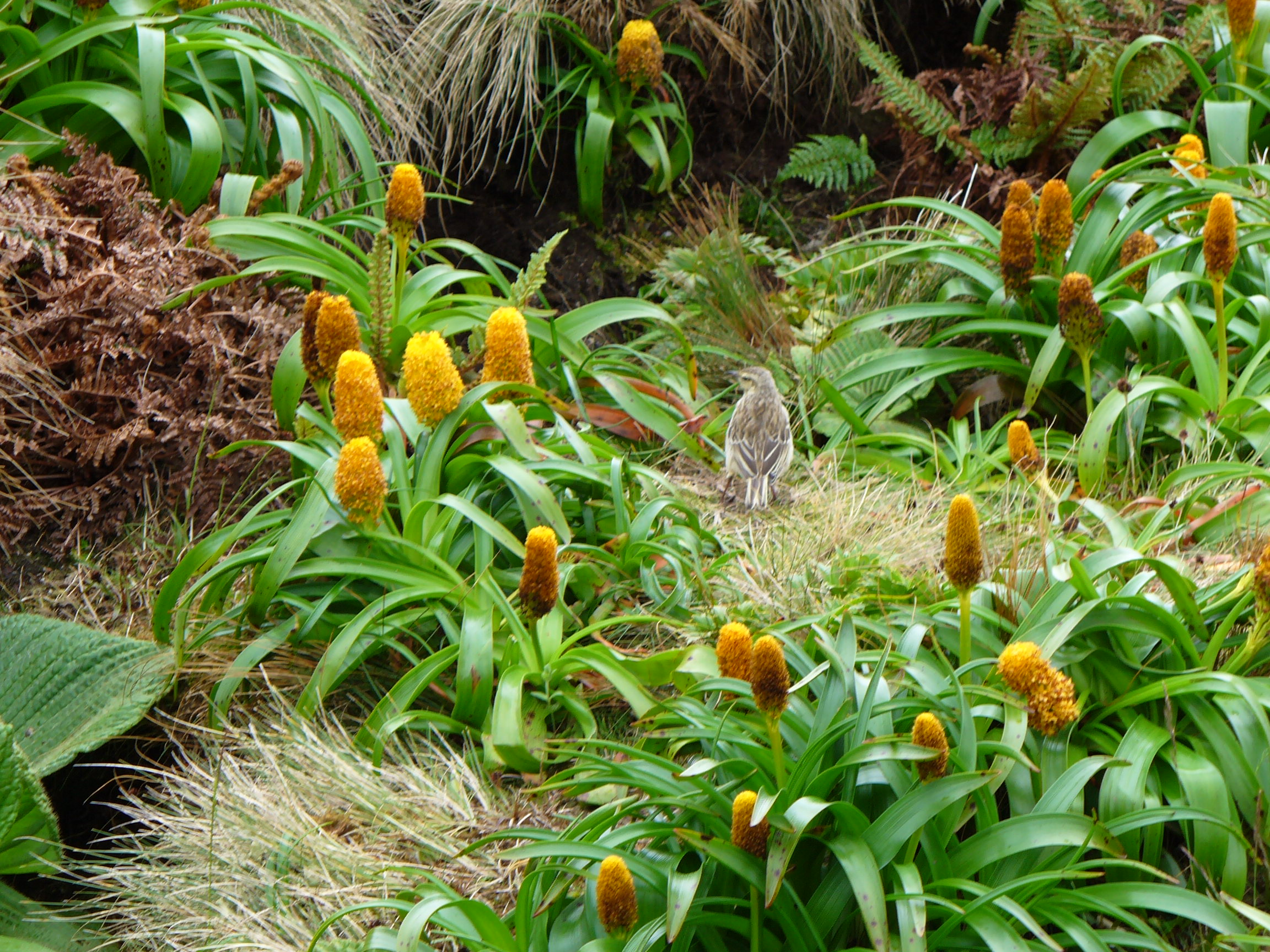